# Окислительно-восстановительный элемент
Окисли́тельно-восстанови́тельный элеме́нт — это гальванический элемент, состоящий из двух инертных (обычно платиновых) электродов, опущенных в растворы солей с определенным окислительно-восстановительным потенциалом. Для этого элемента характерно то, что катионы и анионы, изменяя свой заряд, не выделяются на электродах и не появляются в растворе путём перехода вещества из электрода в раствор.
Например, одним из электродов окислительно-восстановительного элемента может служить платиновая пластинка, погруженная в раствор, содержащий ионы двух- и трехвалентного железа, другим электродом — платиновая пластинка в растворе, содержащем ионы двух- и четырёхвалентного олова. Схема этого элемента имеет вид: {\displaystyle {\mathsf {Pt|Fe^{3+},Fe^{2+}||Sn^{4+},Sn^{2+}|Pt}}}

При этом электрод в системе {\displaystyle {\mathsf {Fe^{3+},Fe^{2+}}}} получает положительный заряд и притягивает анионы из раствора, в результате на поверхности электрода образуется двойной электрический слой с определенным скачком потенциала. Этот электродный потенциал зависит от концентрации ионов {\displaystyle {\mathsf {Fe^{3+}}}} и {\displaystyle {\mathsf {Fe^{2+}}}}. Знак потенциала и его величина определяются относительно стандартного водородного потенциала.
Соединив электрод {\displaystyle {\mathsf {Fe^{3+},Fe^{2+}|Pt}}} с электродом {\displaystyle {\mathsf {Sn^{4+},Sn^{2+}|Pt}}}, имеющим меньший положительный потенциал, чем электрод {\displaystyle {\mathsf {Fe^{3+},Fe^{2+}|Pt}}} получим окислительно-восстановительный элемент, при действии которого на электроде {\displaystyle {\mathsf {Fe^{3+},Fe^{2+}|Pt}}} будет идти реакция восстановления и электроны будут поступать из электрода в раствор. На электроде {\displaystyle {\mathsf {Sn^{4+},Sn^{2+}|Pt}}} идет реакция с отдачей электронов электроду и увеличением заряда катиона, то есть протекает реакция окисления (ЭДС этого элемента больше нуля).